# Waterloo (bière)
Pour les articles homonymes, voir Waterloo (homonymie).
Vous pouvez aider à l'améliorer ou bien discuter des problèmes sur sa page de discussion.
- Il ne cite pas suffisamment ses sources. Vous pouvez indiquer les passages à sourcer avec {{référence nécessaire}} ou {{Référence souhaitée}}, et inclure les références utiles en les liant aux notes de bas de page. (Marqué depuis mai 2021)
- Il contient une ou plusieurs listes. Le texte gagnerait à être rédigé sous la forme d’un ou plusieurs paragraphes synthétiques, afin d’être plus agréable à lire. (Marqué depuis mai 2021)

- Archive Wikiwix
- Bing
- Cairn
- DuckDuckGo
- E. Universalis
- Gallica
- Google
- G. Books
- G. News
- G. Scholar
- Persée
- Qwant
- (zh) Baidu
- (ru) Yandex
- (wd) trouver des œuvres sur Wikidata

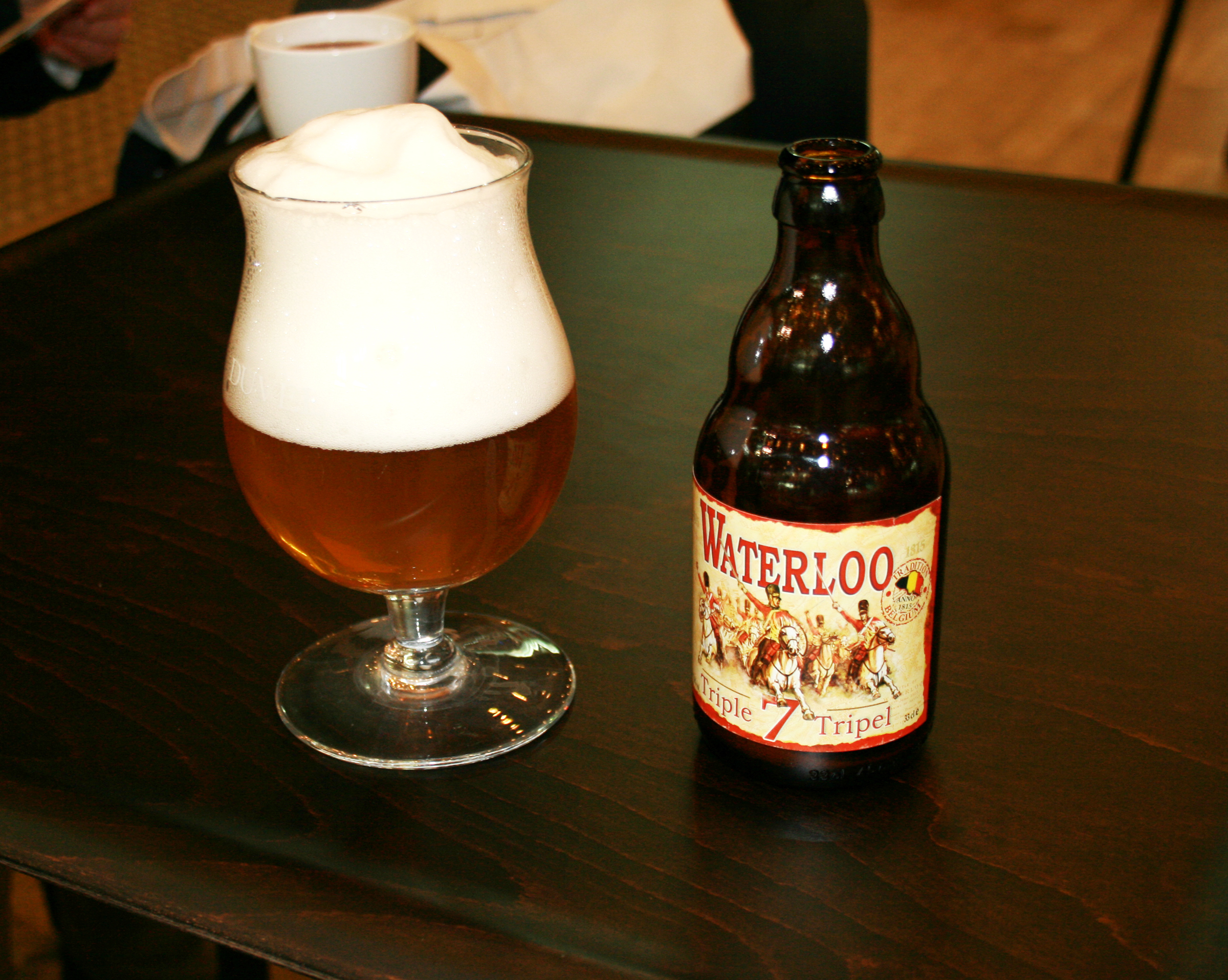
Waterloo Triple Blond

La Waterloo est une bière belge brassée par la microbrasserie Waterloo installée au sein de la ferme de Mont-Saint-Jean à Waterloo.

## Histoire
L'origine de la Waterloo remonte à 1456, elle est produite par la brasserie du Marché située à Braine-l'Alleud jusqu'en 1971, année de la fermeture de la brasserie.
En 2005, la bière est relancée par un jeune entrepreneur, Adrien Desclée. En 2013, ce dernier s'associe avec le groupe John Martin. En 2014, le groupe John Martin achète la ferme de Mont-Saint-Jean à Waterloo en vue d'y installer une microbrasserie pour y produire la Waterloo jusque-là brassée par la brasserie du Bocq à Purnode. À l'occasion deux nouvelles bières sont ajoutées à la gamme : Waterloo Cuvée Impériale et Waterloo Récolte

## Variétés
- Waterloo Triple Blond (anciennement Triple 7 Blond) est une blonde triple avec une teneur en alcool de 8 %.
- Waterloo Stong Dark (anciennement Double 8 Dark) est une bière double brune avec une teneur en alcool de 8 %.
- Waterloo Cuvée Impériale est bière rubis foncé triple avec une teneur en alcool de 9,5 %.
- Waterloo Récolte est bière blonde avec une teneur en alcool de 6 %.
- Waterloo Récolte Hiver est une bière brune avec une teneur en alcool de 6 %.
- Waterloo Strong Kriek est le mélange d'une bière de haute fermentation avec un lambic de cerise obtenant une teneur en alcool de 8 %.